# Farbownik lazurowy
Farbownik lazurowy (Anchusa azurea Mill.) – gatunek byliny z rodziny ogórecznikowatych. W naturze występuje w rejonie Morza Śródziemnego i Czarnego: w południowej, środkowej (Węgry) i wschodniej Europie, na Wyspach Kanaryjskich, Maderze, oraz w zachodniej, środkowej Azji i na Kaukazie. W Polsce występuje jedynie jako efemerofit.

## Morfologia i biologia

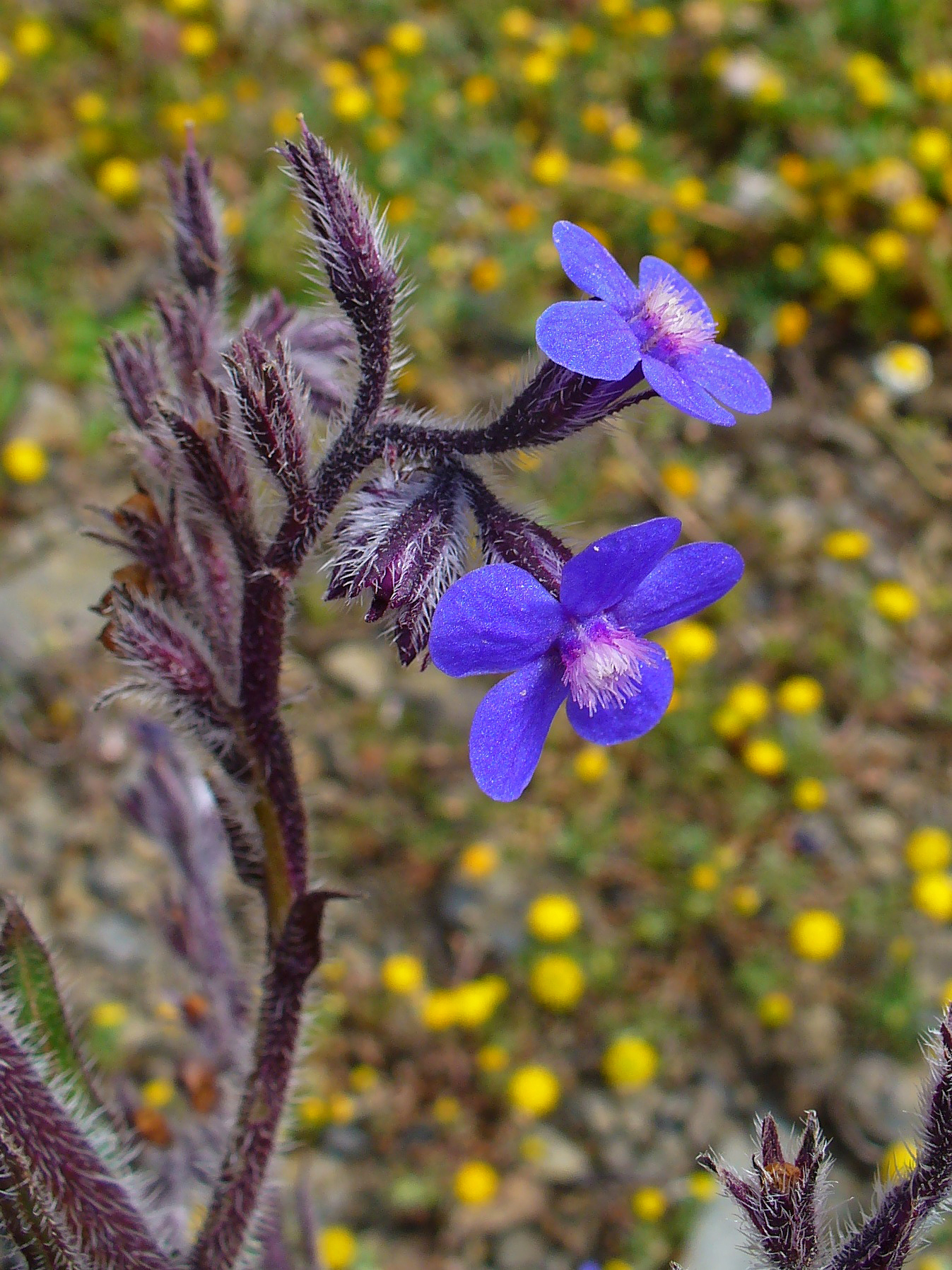
Kwiaty

PokrójBylina o wysokości do 1-1,2 m i szerokości do 60 cm. Roślina miododajna.
LiściePędy i liście szorstko owłosione.
KwiatyRozgałęzione kwiatostany ciemnoniebieskich kwiatów z białym oczkiem. Kwitnie wczesnym latem.

## Zastosowanie
Ze względu na ładny kolor kwiatów i obfite kwitnienie jest w niektórych krajach uprawiana jako roślina ozdobna. Może być uprawiana również w Polsce, jest bowiem całkowicie mrozoodporna (nadaje się do stref 3-9). Uprawia się kilka odmian, np. `Morning Glory` o kwiatach intensywnie niebieskich, `Opal` o kwiatach jasnoniebieskich, `Loddon Royalist` o kwiatach ciemnoniebieskich. Nadaje się do ogródków skalnych na obwódki rabat. Lubi miejsca słoneczne, głęboką, żyzną i przepuszczalną glebę. Najłatwiej jest rozmnażać ją przez podział. 